# Peleteria giacomellii
Peleteria giacomellii är en tvåvingeart som först beskrevs av Blanchard 1943.  Peleteria giacomellii ingår i släktet Peleteria och familjen parasitflugor. Inga underarter finns listade i Catalogue of Life.